# 康塞普西翁巴特雷斯
康塞普西翁巴特雷斯（西班牙語：Concepción Batres），是薩爾瓦多的城鎮，位於該國東南部，由烏蘇盧坦省負責管轄，面積119.05平方公里，海拔高度93米，2007年人口12,197，人口密度每平方公里102.45人。
13°21′N 88°22′W / 13.350°N 88.367°W